# Agnès de Pacs i de Quint
Agnès de Pacs i Segarra (Palma de Mallorca, 1415-1485) conocida popularmente como Agnés de Quint fue una humanista, mecenas y divulgadora del lulismo en el siglo XV. 

## Biografía
De familia aristócrata, Agnès de Pacs era hija de Hug de Pacs y Francesquina Segarra. Tuvo tres hermanas y tres hermanos, así como una hermanastra del primer matrimonio de su padre. Gracias a la posición social de su familia Agnès pudo recibir una extensa formación, perteneciendo y participando en los círculos humanistas de la sociedad mallorquina de la época.
Agnès contrajo matrimonio con Nicolau de Quint i Net, con quien tuvo tres hijos: Caterina, Agnès y Antoni. Su marido murió prematuramente, por lo que toda su herencia pasó a Agnès. Esto la llevó a ser conocida como la «viuda dorada». Su hija mayor, Caterina, murió al dar a luz a su hijo Nicolau, cuya tutela cayó en manos de su abuela Agnès. Nicolau se convirtió así en el heredero universal de la fortuna de la familia tras el fallecimiento de Agnès en 1485.

### Proyectos culturales
Al contrario de lo que ocurre con muchas otras autoras, Agnès se trató de una mujer muy documentada en su época por la creación de una cátedra luliana, tal y como hizo su antecesora Beatriu de Pinós. El 30 de agosto de 1481 otorgó una renta de 100 libras anuales para una institución luliana, que contaría con un maestro y dos estudiantes. Pere Daguí fue su primer maestro y enseñaba el pensamiento lulista de manera gratuita a todo aquel que lo requiriera. El convenio establecía las siguientes cláusulas :
- La donación de 100 libras de manera irrevocable a percibir del conjunto de rentas y censos del patrimonio otorgante.
- Al tratarse de una institución piadosa quedó eximida por concesión de Fernando el Católico de pagar derechos reales.
- Pere Daguí se comprometía a mantener la manutención de los dos clérigos estudiantes y a iniciarlos en el Opus luliano durante un bienio.
- Igualmente, Daguí o aquel que le sucediera se comprometía a impartir la docencia luliana de manera pública y gratuita a todos los que lo desearan.

El ambicioso proyecto de Agnès se encontró con diversos problemas para su implantación, especialmente debido a la oposición del inquisidor Guillem Casells, quien logró un documento papal que afirmaba que la doctrina luliana había corrompido muchas almas en Mallorca. Sin embargo, la oposición del proyecto luliano ya se había ganado a muchos detractores por parte de la Inquisición en el pasado. Las ideas de Ramon Llull no encajaban con la doctrina de la Iglesia católica, pero tuvieron mucho seguimiento entre los franciscanos y los humanistas.
Además de su lucha a favor del pensamiento lulista, Agnès también defendió el Estudio General. Se trataba de una mujer de carácter fuerte y asertivo, que disfrutaba las tertulias debido a su posición en los círculos humanistas .